# Содержание фенолов в чае

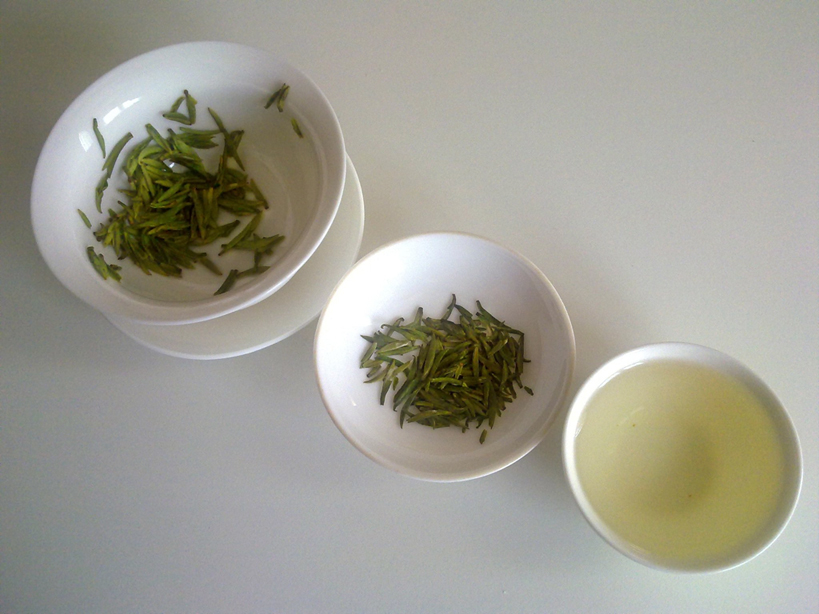
Большая часть полифенолов в зелёном чае — катехины

Фенолы в чае относятся к фенолам и полифенолам, натуральным растительным соединениям, которые содержатся в чае. Эти химические соединения влияют на вкус чая. Полифенолы в чае включают в себя катехины, теафлавины, дубильные вещества и флавоноиды.
Полифенолы, содержащиеся в зеленом чае, включают в себя галлат эпигаллокатехина (EGCG), эпигаллокатехин, флавоноиды, такие как кемпферол, кверцетин и мирицитин.

## Катехины
Катехины включают эпигаллокатехин-3-галлат (EGCG),эпикатехин (EC), эпикатехин-3-галлат (ECg), катехин и галлокатехин (GC). Содержание EGCG выше в зелёном чае.

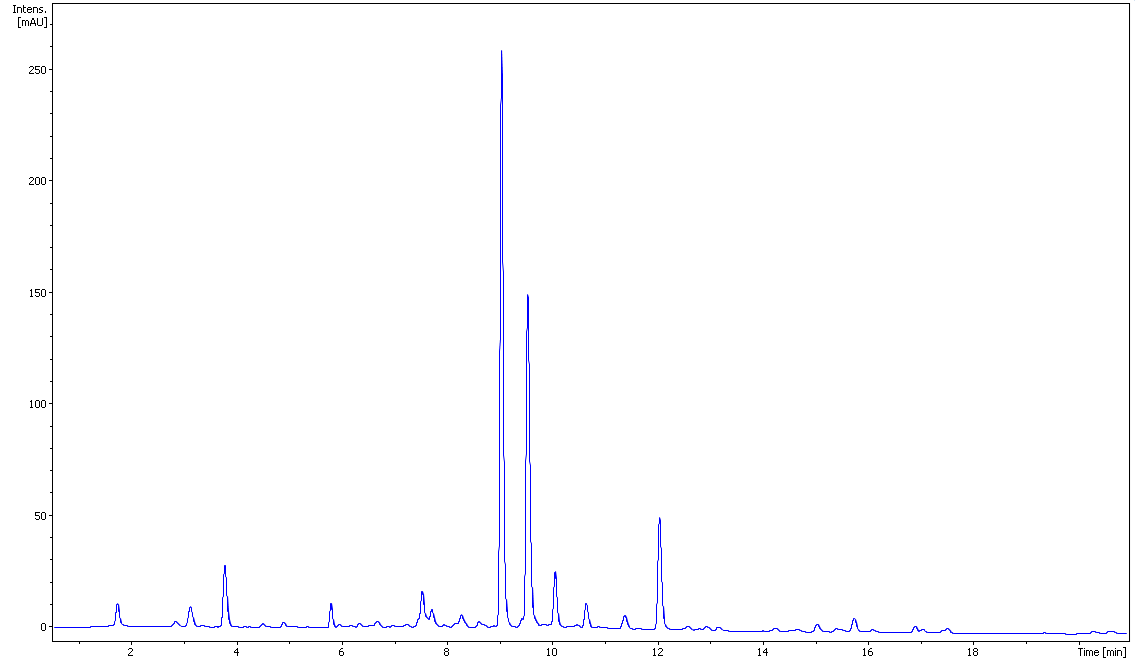
УВ спектр зелёного чая, хроматограмма. Самая высокая отметка — кофеин, следующая — EGCG

Катехины составляют около 25% от сухой массы чайного листа, однако общее содержание катехинов сильно варьируется в зависимости от вида, изменчивости, места произрастания, сезона, освещенности и высоты. Они присутствуют почти во всех чаях, приготовленных из камелии китайской, включая белый чай, зеленый чай, черный чай и улун.
Анализ 2011 года, проведенный Европейским органом по безопасности пищевых продуктов, показал, что причинно-следственная связь не может быть показана для связи между катехинами чая и поддержанием нормальной концентрации холестерина ЛПНП в крови.
4-Гидроксибензойная кислота, 3,4-дигидроксибензойная кислота (протокатехиновая кислота), 3-метокси-4-гидроксигиппуровая кислотаи 3-метокси-4-гидроксибензойная кислота (ванилиновая кислота) являются основными метаболитами катехинов, которые обнаруживались у людей после употребления настоев зеленого чая.

## Теафлавины

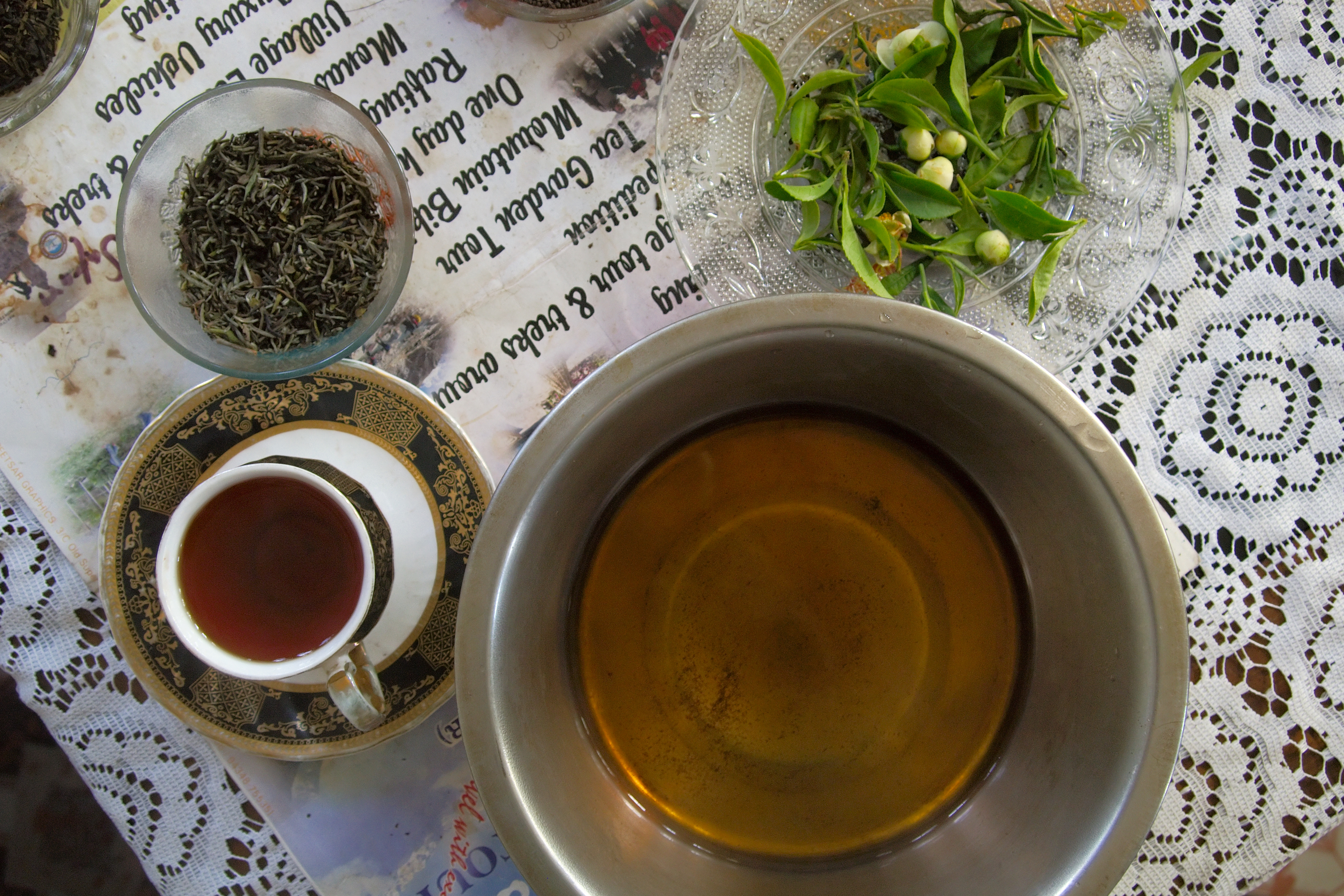
Настой черного чая Дарджилинг: более тонкий черный чай имеет более оранжевый оттенок, чем красный, из-за более высокого содержания теафлавинов.

Мономерные структуры катехина метаболизируются в димеры теафлавины и олигомеры теарубигины с увеличением степени окисления чайных листьев. Теафлавины обеспечивают горечь и терпкость черного чая. Среднее количество теафлавинов в чашке черного чая (200 мл) составляет 12,18 мг.
В черном чае обнаружены три основных типа теафлавинов, а именно теафлавин (TF-1), теафлавин-3-галлат (TF-2) и теафлавин-3,3-дигаллат (TF-3).

## Танины
Танины — это вяжущие, горькие полифенольные соединения, которые связываются и осаждают органические соединения. Галловая кислота конъюгирует все катехины, такие как EGCG (эпигаллокатехин галлат), которые являются дубильными веществами с вяжущими свойствами.

## Флавоноиды
Нет никаких доказательств того, что флавоноиды обладают антиоксидантной активностью in vivo или влияют на физическое здоровье или заболевания.
Содержание флавоноидов в чае одно из самых высоких среди обычных продуктов питания и напитков. Катехины являются крупнейшим типом флавоноидов в чайных листьях. Согласно отчету, опубликованному Министерством сельского хозяйства США, в чашке чая объемом 200 мл среднее общее содержание флавоноидов составляет 266,68 мг для зеленого чая и 233,12 мг для черного чая.

## Исследования
Обзор, проведенный в 2020 году, выявил доказательства низкого или среднего качества того, что ежедневное употребление чая может снизить риск сердечно-сосудистых заболеваний и смерти.

## Список литературы
- Balentine DA, Harbowy ME, Graham HN. "Tea: the Plant and its Manufacture; Chemistry and Consumption of the Beverage" // In Spiller GA (ed.). Caffeine. Boca Raton: CRC Press. — 1998. — P. 35. — ISBN 978-0-8493-2647-9.
- Crozier, Alan; Jaganath, Indu B.; Clifford, Michael N. "Dietary phenolics: Chemistry, bioavailability and effects on health" // Natural Product Reports. — 2009. — Вып. 26(8). — P. 1001—43. — doi:10.1039/b802662a.
- Chung, Mei; Zhao, Naisi; Wang, Deena; Shams-White, Marissa; Karlsen, Micaela; Cassidy, Aedín; Ferruzzi, Mario; Jacques,Paul F.; Johnson, Elizabeth J.; Wallace, Taylor C. "Dose–Response Relation between Tea Consumption and Risk of Cardiovascular Disease and All-Cause Mortality: A Systematic Review and Meta-Analysis of Population-Based Studies" // Advances in Nutrition. — 2020. — Вып. 11(4). — P. 790-814. — doi:10.1093/advances/nmaa010.
- Del Rio, Daniele; Stewart, Amanda J.; Mullen, William; Burns, Jennifer; Lean, Michael E. J.; Brighenti, Furio; Crozier, Alan. "HPLC-MSnAnalysis of Phenolic Compounds and Purine Alkaloids in Green and Black Tea" // Journal of Agricultural and Food Chemistry. — 2004. — Вып. 52 (10). — P. 2807—15. — doi:10.1021/jf0354848.
- Naghma Khan, Hasan Mukhtar. Tea and Health: Studies in Humans // Current Pharmaceutical Design (Literature Review). — 2013. — Вып. 19 (34). — P. 6141—6147. — doi:10.2174/1381612811319340008.
- Peterson, J.; Dwyer, J.; Bhagwat, S.; Haytowitz, D.; Holden, J.; Eldridge, A.L.; Beecher, G.; Aladesanmi, J. "Major flavonoids in dry tea" // Journal of Food Composition and Analysis. — 2005. — Вып. 18 (6). — P. 487—501. — doi:10.1016/j.jfca.2004.05.006.
- Pietta, P. G.; Simonetti, P.; Gardana, C.; Brusamolino, A.; Morazzoni, P.; Bombardelli, E. "Catechin metabolites after intake of green tea infusions". // BioFactors. — 1998. — Вып. 8 (1—2). — P. 111—8. — doi:10.1002/biof.5520080119.
- EFSA Panel on Dietetic Products, Nutrition and Allergies (NDA)2, 3 European Food Safety Authority (EFSA). Camelli asinensis(L.) Kuntze (tea), including catechins from green tea, related health claims // EFSA Journal. — 2010. — Вып. 8 (2). — P. 1489. — doi:10.2903/j.efsa.2010.1489.
- EFSA NDA Panel (EFSA Panel on Dietetic Products, Nutrition and Allergies). Camelli asinensis(L.) Kuntze (tea), including catechins from green tea, related health claims // EFSA Journal. — 2011. — Вып. 9 (4). — P. 2055. — doi:10.2903/j.efsa.2011.2055.